# Goldene Himbeere 1999
Die Goldene Himbeere 1999 (engl.: 19th Golden Raspberry Awards) wurde am 20. März 1999, dem Vorabend der Oscarverleihung, im Huntley Hotel Garden Room in Santa Monica, Kalifornien verliehen.
Die Filme Fahr zur Hölle Hollywood und Mit Schirm, Charme und Melone erhielten im Vorfeld der Veranstaltung insgesamt jeweils neun Nominierungen. Die meisten Goldenen Himbeeren (fünf) erhielt letztlich Fahr zur Hölle Hollywood. Einmalig in der Geschichte der Goldenen Himbeere ist bis heute die Verleihung von drei Himbeeren in einer Kategorie (Mit Schirm, Charme und Melone; Psycho und Godzilla für die schlechteste Neuverfilmung oder Fortsetzung).

## Preisträger und Nominierungen
Es folgt die komplette Liste der Preisträger und Nominierten.
| Kategorien                                  | Nominierte | Nominierte |
| ------------------------------------------- | --- | --- |
| Schlechtester Film                          | | Joe Eszterhas und Ben Myron – Fahr zur Hölle Hollywood (An Alan Smithee Film: Burn Hollywood Burn)                                                                           |
| Schlechtester Film                          | Michael Bay und Jerry Bruckheimer – Armageddon – Das jüngste Gericht (Armageddon)                                                 | |
| Schlechtester Film                          | Dean Devlin und Roland Emmerich – Godzilla                                                                                        | |
| Schlechtester Film                          | Uri Fruchtan, Mark L. Rosen und Barnaby Thompson – Spiceworld – Der Film (Spiceworld)                                             | |
| Schlechtester Film                          | Jerry Weintraub – Mit Schirm, Charme und Melone (The Avengers)                                                                    | |
| Schlechtester Schauspieler                  | Bruce Willis | Bruce Willis − Armageddon – Das jüngste Gericht (Armageddon), Das Mercury Puzzle (Mercury Rising) und Ausnahmezustand (The Siege)                                            |
| Schlechtester Schauspieler                  | Bruce Willis | Ralph Fiennes − Mit Schirm, Charme und Melone (The Avengers) |
| Schlechtester Schauspieler                  | Bruce Willis | Ryan O’Neal − Fahr zur Hölle Hollywood (An Alan Smithee Film: Burn Hollywood Burn)                                                                                           |
| Schlechtester Schauspieler                  | Bruce Willis | Ryan Phillippe − Studio 54 (54) |
| Schlechtester Schauspieler                  | Bruce Willis | Adam Sandler − Waterboy – Der Typ mit dem Wasserschaden (The Waterboy) |
| Schlechteste Schauspielerin                 | Spicegirls | Spice Girls − Spiceworld – Der Film (Spiceworld) |
| Schlechteste Schauspielerin                 | Spicegirls | Yasmine Bleeth − Die Sportskanonen (BASEketball) |
| Schlechteste Schauspielerin                 | Spicegirls | Anne Heche − Psycho |
| Schlechteste Schauspielerin                 | Spicegirls | Jessica Lange − Eisige Stille (Hush) |
| Schlechteste Schauspielerin                 | Spicegirls | Uma Thurman − Mit Schirm, Charme und Melone (The Avengers) |
| Schlechtester Nebendarsteller               | | Joe Eszterhas (als er selbst) − Fahr zur Hölle Hollywood (An Alan Smithee Film: Burn Hollywood Burn)                                                                         |
| Schlechtester Nebendarsteller               | Sean Connery − Mit Schirm, Charme und Melone (The Avengers)                                                                       | |
| Schlechtester Nebendarsteller               | Roger Moore − Spiceworld – Der Film (Spiceworld)                                                                                  | |
| Schlechtester Nebendarsteller               | Joe Pesci − Lethal Weapon 4 | |
| Schlechtester Nebendarsteller               | Sylvester Stallone (als er selbst) − Fahr zur Hölle Hollywood (An Alan Smithee Film: Burn Hollywood Burn)                         | |
| Schlechteste Nebendarstellerin              | | Maria Pitillo − Godzilla |
| Schlechteste Nebendarstellerin              | Ellen Albertini Dow − Studio 54 (54)                                                                                              | |
| Schlechteste Nebendarstellerin              | Jenny McCarthy − Die Sportskanonen (BASEketball)                                                                                  | |
| Schlechteste Nebendarstellerin              | Liv Tyler − Armageddon – Das jüngste Gericht (Armageddon)                                                                         | |
| Schlechteste Nebendarstellerin              | Raquel Welch − Der Chaotenboss (Chairman of the Board)                                                                            | |
| Schlechteste Filmpaarung                    | Leonardo DiCaprio | Leonardo DiCaprio (Doppelrolle als Zwillingsbrüder) − Der Mann in der eisernen Maske (The Man in the Iron Mask)                                                              |
| Schlechteste Filmpaarung                    | Leonardo DiCaprio | Ben Affleck und Liv Tyler − Armageddon – Das jüngste Gericht (Armageddon) |
| Schlechteste Filmpaarung                    | Leonardo DiCaprio | Jede Kombination aus zwei Personen, Körperteilen oder Mode-Accessoires – Spiceworld – Der Film (Spiceworld)                                                                  |
| Schlechteste Filmpaarung                    | Leonardo DiCaprio | Jede Kombination aus zwei Personen, die sich selbst oder mit sich selbst spielen – Fahr zur Hölle Hollywood (An Alan Smithee Film: Burn Hollywood Burn)                      |
| Schlechteste Filmpaarung                    | Leonardo DiCaprio | Ralph Fiennes und Uma Thurman − Mit Schirm, Charme und Melone (The Avengers)                                                                                                 |
| Schlechteste Neuverfilmung oder Fortsetzung | Dean Devlin · Roland Emmerich · Brian Grazer · Gus Van Sant                                                                       | Roland Emmerich und Dean Devlin – Godzilla, Brian Grazer und Gus Van Sant – Psycho und Jerry Weintraub – Mit Schirm, Charme und Melone (The Avengers)                        |
| Schlechteste Neuverfilmung oder Fortsetzung | Dean Devlin · Roland Emmerich · Brian Grazer · Gus Van Sant                                                                       | Martin Brest – Rendezvous mit Joe Black (Meet Joe Black) |
| Schlechteste Neuverfilmung oder Fortsetzung | Dean Devlin · Roland Emmerich · Brian Grazer · Gus Van Sant                                                                       | Carla Fry, Akiva Goldsman, Stephen Hopkins und Mark W. Koch – Lost in Space                                                                                                  |
| Schlechteste Regie                          | Gus Van Sant | Gus Van Sant − Psycho |
| Schlechteste Regie                          | Gus Van Sant | Michael Bay − Armageddon – Das jüngste Gericht (Armageddon) |
| Schlechteste Regie                          | Gus Van Sant | Jeremiah S. Chechik − Mit Schirm, Charme und Melone (The Avengers) |
| Schlechteste Regie                          | Gus Van Sant | Roland Emmerich − Godzilla |
| Schlechteste Regie                          | Gus Van Sant | Arthur Hiller − Fahr zur Hölle Hollywood (An Alan Smithee Film: Burn Hollywood Burn)                                                                                         |
| Schlechtestes Drehbuch                      | | Joe Eszterhas – Fahr zur Hölle Hollywood (An Alan Smithee Film: Burn Hollywood Burn)                                                                                         |
| Schlechtestes Drehbuch                      | J. J. Abrams und Jonathan Hensleigh – Armageddon – Das jüngste Gericht (Armageddon)                                               | |
| Schlechtestes Drehbuch                      | Dean Devlin und Roland Emmerich – Godzilla                                                                                        | |
| Schlechtestes Drehbuch                      | Kim Fuller – Spiceworld – Der Film (Spiceworld)                                                                                   | |
| Schlechtestes Drehbuch                      | Don MacPherson – Mit Schirm, Charme und Melone (The Avengers)                                                                     | |
| Schlechtester Newcomer                      | Jerry Springer | Joe Eszterhas (als er selbst) − Fahr zur Hölle Hollywood (An Alan Smithee Film: Burn Hollywood Burn) und Jerry Springer − Ring frei! – Die Jerry Springer Story (Ringmaster) |
| Schlechtester Newcomer                      | Jerry Springer | Barney − Barneys großes Abenteuer (Barney's Great Adventure) |
| Schlechtester Newcomer                      | Jerry Springer | Carrot Top − Der Chaotenboss (Chairman of the Board) |
| Schlechtester Newcomer                      | Jerry Springer | Spice Girls − Spiceworld – Der Film (Spiceworld) |
| Schlechtester Song                          | | I Wanna Be Mike Ovitz! aus Fahr zur Hölle Hollywood (An Alan Smithee Film: Burn Hollywood Burn) − Joe Eszterhas und Gary G-Wiz                                               |
| Schlechtester Song                          | Barney, the Song aus Barneys großes Abenteuer (Barney's Great Adventure) − Jerry Herman                                           | |
| Schlechtester Song                          | I Don’t Want to Miss a Thing aus Armageddon – Das jüngste Gericht (Armageddon) − Diane Warren                                     | |
| Schlechtester Song                          | Storm aus Mit Schirm, Charme und Melone (The Avengers) − Bruce Woolley, Chris Elliott, Marius de Vries, Betsy Cook und Andy Caine | |
| Schlechtester Song                          | Two Much aus Spiceworld – Der Film (Spiceworld) − Spice Girls, Andy Watkins und Paul Wilson                                       | |

## Speziell für diesen Award geschaffene Kategorie
| Kategorien                       | Nominierte |
| -------------------------------- | --- |
| Schlimmster Filmtrend des Jahres | • Junge Hühner und alte Knacker (58-jährige Hauptdarsteller turteln um 28-jährige Hauptdarstellerinnen)                |
| Schlimmster Filmtrend des Jahres | • Wenn man den Trailer gesehen hat, kann man sich den Film schenken… (Vorschauen, die den kompletten Film verraten)    |
| Schlimmster Filmtrend des Jahres | • 30 Minuten Handlung, verpackt in weniger als drei Stunden Film. (längere Filme – kürzere Plots)                      |
| Schlimmster Filmtrend des Jahres | • THX: Der Ton macht die taub. (Filmsound, der so laut ist, dass er als schwere Körperverletzung gewertet werden muss) |
| Schlimmster Filmtrend des Jahres | • Mega-Zillionen-Dollar Cross-Promotional Overkill: Armageddon – Das jüngste Gericht, Godzilla etc.                    |